# Silz (Tirol)
Silz is een gemeente in het district Imst van de Oostenrijkse deelstaat Tirol.
Silz ligt in het Oberinntal tussen Telfs en Imst. De gemeente is vooral gericht op het wintersporttoerisme, waarin met name het bekende wintersportdorp Kühtai een belangrijke plaats inneemt. Het zomertoerisme speelt een ondergeschikte rol. Zoals in omliggende gemeenten als Haiming en Oetz is rafting op de Inn populair. De rest van de bevolking vindt zijn werk in kleinschalige nijverheid of in de landbouw, waarin met name plaats is voor het verbouwen van aardappelen. De Silzer Innau is een beschermd natuurgebied ten westen van het dorp met een toegangsverbod gedurende bepaalde maanden per jaar. De plaatselijke parochiekerk werd tussen 1846 en 1848 voltooid in Nieuwromaanse stijl. In 1857 emigreerden zeven families en twintig andere personen vanuit Silz naar Peru, waar zij het dorp Pozuzo stichtten, waarmee Silz ook tegenwoordig nog steeds contacten onderhoudt. Silz is bereikbaar via de Inntal Autobahn en de Arlbergspoorlijn.

## St. Petersberg
De burcht St. Petersberg ligt ten westen van Silz, boven op een heuvel. De burcht werd gebouwd in opdracht van de Welfen om als centraal steunpunt in het bestuur van hun Tiroler bezittingen te dienen en werd in 1196 voor het eerst officieel als Neuhaus vermeld. In 1228 dook voor het eerst de naam Petersberg op. Meinhard II van Tirol liet de burcht aanzienlijk uitbouwen en richtte het in als rechtbanks- en bestuurscentrum voor het Inndal tussen Roppen en Rietz, het Mieminger Plateau en het Ötztal. Van daaruit werden ook de grondbezittingen van Petersberg bestuurd. De betekenis van Silz is tegenwoordig nog zichtbaar doordat in Silz nog steeds de districtsrechtbank zetelt, alhoewel deze in de 17e eeuw wel naar het dorpscentrum is verplaatst.
In 1893 kwam St. Petersberg na een brand als ruïne in handen van Frans Jozef I, die de burcht weer liet opbouwen. Zij diende nadien als ziekenhuis en ontspanningsoord.
In 1965 werd de burcht door de Broederschap van de Beschermengelen voor geestelijke doeleinden omgebouwd. Nu zetelen er de Reguliere kanunniken van het Heilig Kruis, die onder meer de eertijds omstreden geloofsgemeenschap "Het Engelenwerk" begeleiden.

## Kühtai

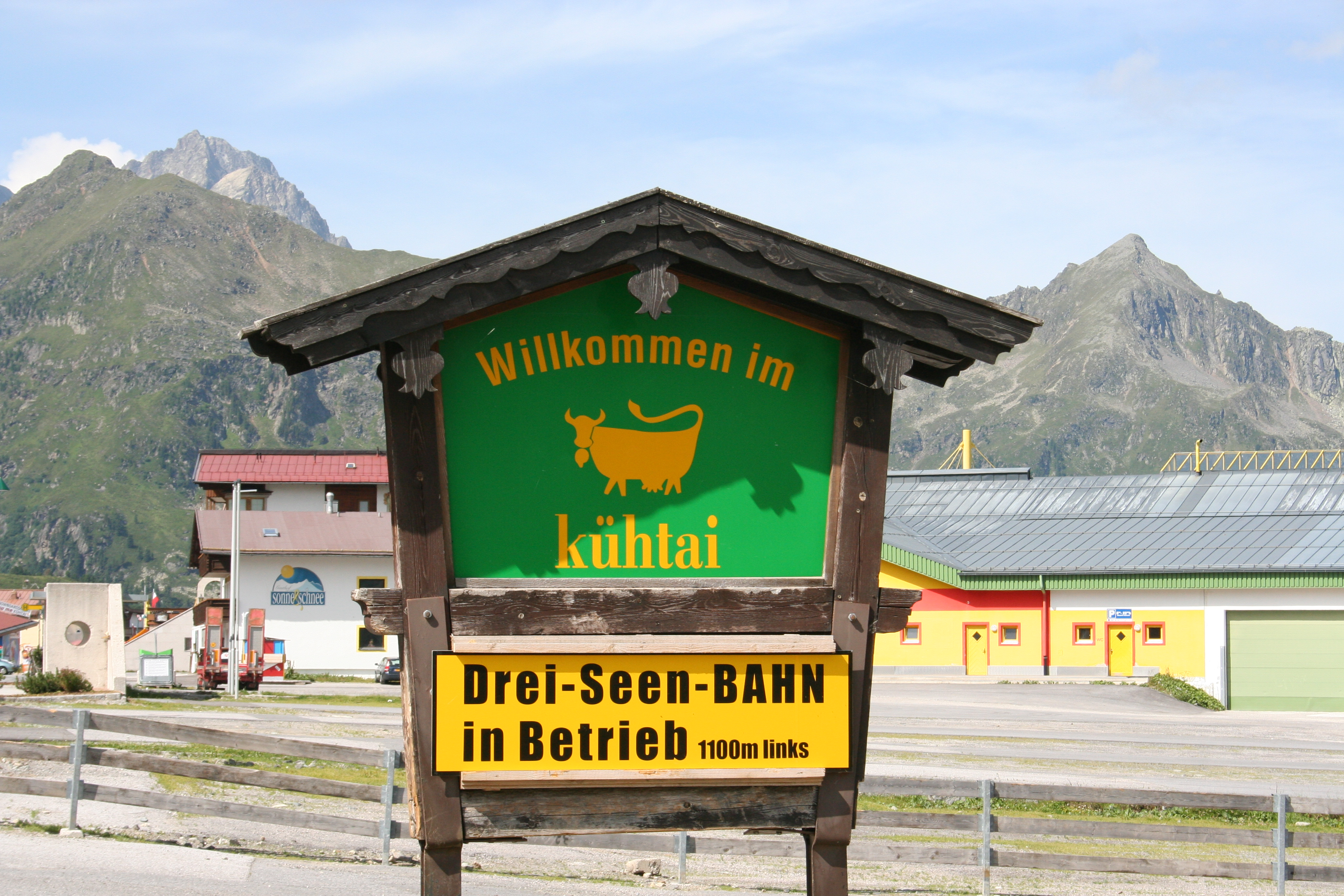

Kühtai Panorama view

Het wintersportoord Kühtai ligt in de Stubaier Alpen op een hoogte van 2017 meter, op de pashoogte van de Kühtaisattel, in het Sellraintal, tussen Sellrain en Oetz, bereikbaar via de Kühtaistraße (L237). Het dorp is ontstaan vanuit een alpenboerderij die zich richtte op het houden van koeien. Het werd voor het eerst vermeld in 1288 onder de naam Chutay (lett. koeienalm of koeienbergweide) van het grondheerschap van St. Petersberg. Aartshertog Leopold V liet tussen 1623 en 1628 een berijdbare weg vanuit Sellrain naar Kühtai aanleggen en vervolgens werd de alpenboerderij verbouwd tot een jachtslot. Reeds rond 1830 werd het gebied rondom Kühtai bezocht door bergbeklimmers en zomergasten. Het jachtslot werd aan het einde van de 19e eeuw omgebouwd tot een hotel. Na de Tweede Wereldoorlog groeide Kühtai in een ras tempo uit tot een geliefd wandel- en skigebied met alle benodigde faciliteiten. Zo is in Kühtai de hoogstgelegen tennishal van Europa te vinden.

## Krachtcentralegroep Sellrain-Silz
De krachtcentralegroep Sellrain-Silz bestaat uit de stuwmeren Speicher Finstertal en Speicher Längental en de elektriciteitscentrales van Kühtai en Silz. Alle installaties zijn door middel van een ondergronds stelsel van tunnels en leidingen met elkaar verbonden. Elektriciteit wordt opgewekt vanuit dertien beken in het Sellraintal, het Stubaital en het midden van het Ötztal, met een gezamenlijk stroomgebied van ongeveer 139 km². Vanuit het stuwmeer Längental wordt het water via een kilometers lang tunnelcomplex naar de turbines in de waterkrachtcentrale van Silz gevoerd. Het hoogteverschil wat daarbij wordt overwonnen is ongeveer 1250 meter. De helft van het wateraanbod wordt in het 400 m hoger gelegen stuwmeer Finstertal gepompt. Sellrain-Silz behoort door zijn grote elektriciteitslevering tot de grootste waterkrachtcentrales in de Alpen.